# 15151 Wilmacherup
15151 Wilmacherup eller 2000 EU148 är en asteroid i huvudbältet som upptäcktes den 4 mars 2000 av Catalina Sky Survey projektet. Den är uppkallad efter amatörastronomen Wilma Cherup.
Asteroiden har en diameter på ungefär 4 kilometer, den tillhör asteroidgruppen Nysa.